# Giovanni Duni
Giovanni Duni (Napoli, 27 dicembre 1939) è un giurista italiano.

## Biografia
È noto per le sue ricerche di avanguardia in tema di responsabilità della pubblica amministrazione e di informatica amministrativa, sulle quali, infra.
Ha insegnato diritto pubblico e diritto amministrativo nell'Università di Roma La Sapienza, nell'Università di Bologna (Scuola di perfezionamento in scienze amministrative, diretta da R. Alessi, oggi SPISA), nell'Istituto di studi europei Alcide de Gasperi, nella Luiss Guido Carli e nell'Università di Cagliari, dove è stato preside nella facoltà di Scienze politiche.
Attualmente cura la divulgazione della Teleamministrazione a livello europeo nell'ambito dell'Associazione Teleamministrazione, che presiede.

## Le ricerche principali

### Responsabilità della Pubblica amministrazione
Fin dal suo ampio volume del 1968 (Lo Stato e la responsabilità patrimoniale) sostenne che le 4 ipotesi di responsabilità: dolo, colpa, oggettiva e per atti leciti rispondessero ad un principio generale secondo il quale l'invasione dannosa da parte di una sfera di attività verso un'altra sfera di interessi dovesse portare alla piena riparazione del danno, con le sole eccezioni giustificabili da un contrapposto principio, per lo più ricadente nelle cause di giustificazione. Era anche esclusa la responsabilità oggettiva nelle azioni comuni della vita, condotte senza colpa. 
Da questa logica di partenza, il Duni traeva conseguenze che avrebbero trovato accoglimento solo dopo molti anni in tema di danno da lesione di interessi legittimi pretensivi con la sent. Cass. n. 500/1999) e di danno da espropriazione con le sentenze 348 e 349/2007 della Corte Costituzionale.
Secondo il Duni il danno da espropriazione poteva non essere risarcito integralmente solo quando compensabile dalla miglioria specifica sui beni, prodotta dall'ente pubblico con l'apporto di opere pubbliche e servizi o anche dalla collettività come effetto derivato dalla espansione dei centri abitati.
La tesi del Duni per decenni non è stata accettata dalla Corte Costituzionale in tema di indennizzo e persino di risarcimento, sviluppandosi il dissenso sulla interpretazione del termine “indennizzo” nell'art. 42 della Costituzione, visto dalla Corte non come ricostituzione della situazione patrimoniale del legalmente danneggiato, ma come serio ristoro, che ha il solo obbligo di non essere irrisorio e quindi progressivamente sceso di livello negli anni fino a sfiorare un quarto del valore del bene espropriato. Le critiche alla giurisprudenza della Corte Costituzionale sono espresse in vari scritti, a cominciare dalla monografia del 1968. La consolidata giurisprudenza italiana (simile solo a quella della Grecia) non sarebbe stata scalfita se non fosse intervenuta la Corte Europea dei diritti dell'Uomo, con numerose sentenze, le più note delle quali sono quelle dei casi Scordino, tutte basate sull'art. 1 del protocollo 1 della Convenzione europea sui diritti dell'uomo.
Numerosi altri autori riscontrarono incostituzionalità delle leggi in materia, soprattutto quando la Corte Costituzionale iniziò a svilire sempre più il valore economico del “serio ristoro” e ripresero forza critica quando iniziarono ad apparire le prime sentenze della Corte dei diritti dell'uomo in favore degli espropriati. La Corte Costituzionale prese atto della giurisprudenza della CEDU con le proprie sentenze 348 e 349 del 2007: non rinnegò la propria interpretazione dell'art. 42 della Costituzione («indennizzo non è pieno ristoro»), ma applicò l'art. 117, comma 1, della Costituzione, ossia la necessità di adeguarsi agli obblighi internazionali, nella specie esplicitati dalla CEDU, organo preposto alla interpretazione della Convenzione europea sui diritti dell'uomo. Il legislatore si è a sua volta adeguato a tali pronunzie con la L. 244/2007, che modificò il T.U. sull'espropriazione.
La teoria del Duni si può dire che oggi ha quindi riscontro nella realtà non tanto per effetto di un riconoscimento nell'ambito del diritto interno, ma perché legabili al «rispetto dei beni», imposto dal su ricordato art. 1 del protocollo 1 della convenzione sui diritti dell'uomo.
L'altro tema controverso della teoria del Duni è stato quello della risarcibilità dei danni derivanti dalla lesione di interessi legittimi pretensivi, inquadrati nei “diritti in attesa di espansione”, quantificabili economicamente sul piano delle probabilità degli esiti positivi perduti, ossia delle perdite delle chance. Anche da questo punto di vista va sottolineato che la Cassazione, dopo una giurisprudenza secolare granitica, mutò orientamento solo con la famosa sent. S.U. 22 luglio 1999, n. 500, pubblicata da tutte le riviste giuridiche e favorevolmente commentata dal Duni.

### Informatica amministrativa
Giovanni Duni è stato il primo giurista ad ipotizzare che un documento giuridico potesse avere forma elettronica e costituire riferimento primario, ossia rappresentare l'originale dell'atto. Enunciò in proposito il concetto di «firmare elettronicamente», inteso come tecnica per attribuire il documento all'autore in sostituzione della firma con penna su documento cartaceo. Tali proposte furono presentate nel 1978 ad un convegno internazionale della Corte di Cassazione ed il procedimento telematico fu denominato nel 1991 “Teleamministrazione” ed i capisaldi definiti nel 1993”. Per una ricostruzione della ricerca in materia, si rinvia alla voce Teleamministrazione in questa enciclopedia.

## Opere (selezione tra oltre 60 pubblicazioni)

### In tema di responsabilità e varie
Motzo-Duni, Les choses dangereuses en droit pubblic italien, in "Studi senesi", 1967, pag. 341.
Lo Stato e la responsabilità patrimoniale, Milano, Giuffrè, 1968.
La Corte costituzionale di fronte all'art. 28 della Costituzione ed al problema della responsabilità civile degli enti pubblici, in "Giurispr. it.", 1968, I, i, pag. 911.
L'art. 28 della Costituzione: un testo da non sopravvalutare, nel quale non è racchiusa tutta la disciplina costituzionale dell'illecito degli enti pubblici, in "Scritti degli allievi offerti ad Alfonso TESAURO nel quarantesimo anno dell'insegnamento", Milano, Giuffrè 1968, vol. II,, pag. 707.
La serrata dei piccoli contro i grandi imprenditori, in "Annali della Facoltà di Economia e Commercio dell'Università di Cagliari", anni accademici 1967-68 - 1968-69.
La competenza regionale in tema di trasporti. Profili giuridici. Relazione al congresso dell'ISLE su "Regioni e trasporti", Roma, 21 giugno 1972, ed. Giuffrè, 1973, pagg. 17 e 40.
L'oggetto dei giudizi di costituzionalità e la problematica dei dispositivi additivi: additività testuale e additività normativa, in "Scritti in onore di Costantino Mortati", Milano, 1977, IV, pag. 313 e ss.
La sentenza della Corte Costituzionale 7/2/78, n. 16, sull'ammissibilità di 8 referendum abrogativi. Dibattito presso l'Università di Cagliari del 16/2/78 - Relazione introduttiva; in "Annali della Fac. di Scienze Politiche di Cagliari", vol. III, Giuffrè, 1979, pag. 531 e ss.
Attuali orientamenti in materia di responsabilità patrimoniale della pubblica amministrazione e dei funzionari nei confronti del cittadino. In "Annali della Facoltà di Scienze Politiche dell'Università di Cagliari" vol. III, Giuffrè, 1979, pag. 89 e ss.
Interessi legittimi, risarcimento del danno e doppia tutela. La Cassazione ha compiuto la rivoluzione, settembre 1999, in Riv. Amm. Rep. Italiana 1999, II, pp. 767 ss.
La riducibilità del risarcimento e lo Stato di diritto (osservazioni alla sentenza C. Cost. 30 aprile 1999 n. 148), in Foro amministrativo, 2000, p. 25 ss.
Indennizzi e risarcimenti da espropriazione, Problemi risolti e questioni in sospeso, Nota a C. Cost. 24 ottobre 2007, n. 348 e 349, in Giustizia civile, 2008, I, p. 53

### In tema di informatica amministrativa
L'utilizzabilità delle tecniche elettroniche nell'emanazione degli atti e nei procedimenti amministrativi. Spunto per una teoria dell'atto amministrativo emanato nella forma elettronica, in "Rivista amm. della Repubblica italiana", 1978, pag.407 ss.
Ricerca scientifica, informatica giuridica, evoluzione dell'editoria, in "Annali della Fac. di Scienze Politiche dell'Università di Cagliari", XII, 1988.
Pubblicità degli atti normativi ed ignoranza della legge. Problema antico e mondo informatizzato. Atti del convegno "Informatica e regolamentazioni giuridiche", Roma 16-21 maggio 1988.
Il progetto nazionale di teleamministrazione pubblica, in “L'informatica giuridica e il Ced della Corte di Cassazione”, atti del Convegno presso l'Univ. di Roma “La Sapienza”, 27-29 nov. 1991, Milano 1992, p. 87 ss.
La teleamministrazione come terza fase dell'informatica amministrativa. Dalla informazione automatica sulle procedure burocratiche al procedimento in forma elettronica, in “Dall'informatica amministrativa alla teleamministrazione”, IPZS - Libreria dello Stato, 1992.
Teleamministrazione, Voce della Enciclopedia giuridica Treccani, vol. XXX, Roma 1993.
La teleamministrazione: una “scommessa” per il futuro del Paese, relazione al 5º Congresso internazionale della Corte di Cassazione sul tema “Informatica e attività giuridica” Roma, 3-7 maggio 1993, I.P.Z.S. - Libreria dello Stato, 1994, II, p. 381 ss.
Nuove tecniche e nuove procedure dell'attività amministrativa. La teleamministrazione. Introduzione al tema. Relazione al convegno Università di Cagliari - Regione Sardegna “Per una nuova amministrazione pubblica”, Cagliari, 17-18 dicembre 1993, Atti 1995.
Il documento informatico - Profili amministrativi, Relazione al Convegno Corte di Cassazione - LUISS, Roma, 14 giugno 1994, in “Informatica e documentazione”, 1994, 3, p. 109 ss. ed in “Legalità e giustizia” 1995, p. 362 ss.
Il procedimento amministrativo tra L. 241/90 ed introduzione dell'amministrazione telematica, in “Foro amm.” 1995, p. 226 ss.
L'illegittimità diffusa degli appalti d'informatica pubblica, in “Il diritto dell'informazione e dell'informatica”, 1995, p. 35 ss.
Il procedimento amministrativo telematico, ovvero quando l'informatica coinvolge tutto e tutti, Relazione in atti del congresso AICA, 1995, p. 551 ss.
L'informatica giuridica nella ricerca e nella didattica universitaria, Convegno INFORAV, Roma, 23-24 ottobre 1996, in “Tecnologie al servizio della formazione”, Roma, Inforav, 1999
Il momento storico del passaggio dall'informatica parallela alla teleamministrazione, relazione al Forum Pubblica Amministrazione - Roma, 8 Maggio 1997, in CDROM Istituto Mides: Forumpa 1997, Roma, 1998.
Efficienza e rivoluzione telematica, relazione al Convegno della SIEDS “Politiche e tecniche di valutazione dell'attività della Pubblica Amministrazione e degli interventi sociali”, Alghero 29-31 maggio 1997, in Riv. It. economia, demografia e statistica, 1997, p. 433 ss.
Il procedimento amministrativo tra conferenza di servizi, multimedialità e teleamministrazione, in Scritti in onore di G. Guarino, CEDAM, 1998, II, p. 165 ss.
Lo sportello unico tra innovazione e remore, relazione ai convegni di Cagliari e Pisa 1999, in “Il nuovo corso dell'amministrazione locale”, Edizioni ETS, Pisa, 2001.
L'e-government: dai decreti delegati del marzo 2005 ai futuri decreti entro il 9 marzo 2006, In Diritto dell'Internet, IPSOA, 2005, p. 228 ss.
Verso un'amministrazione integrata nei procedimenti amministrativi, in Informatica e Diritto, Numero speciale, Il codice dell'amministrazione digitale, ESI, Napoli, 2006.
Le firme elettroniche nel diritto vigente. (Osservazioni sulla normativa italiana vigente nel 2006 in Studi in ricordo di M.T. Serra, a cura di M. Corona Corrias, Jovene, Napoli, 2007
Amministrazione digitale, Voce della Enciclopedia del diritto, Annali, I, Milano 2007, p. 13-49
L'amministrazione digitale. Il diritto amministrativo nell'evoluzione telematica, Milano, Giuffrè, 2008.
Informatica, diritto e Università, in Informatica e diritto, n. speciale in memoria di Isabella D'Elia, 2008, p. 27 e segg.
Teleamministrazione, voce dell'Enciclopedia giuridica Treccani, aggiornamento 2009.
The telematic procedures in the European Union. Introducing a draft Directive, ricerca coordinata da Duni, G., in CNR ITTIG Informatica e diritto, Vol. XXI, 2012, n. 2, pp. 113-129 ed in www.teleamministrazione.it.
Anniversari dell’informatica amministrativa. Origini, evoluzione e prospettive, in Diritto e processo amministrativo, 2015, p. 615 e segg.